# Giovanni Pietro Bellori
Giovan Pietro Bellori (Roma, 15 gennaio 1613 – Roma, 19 febbraio 1696) è stato uno scrittore, antiquario e storico dell'arte italiano.
Conosciuto anche come Gian Pietro Bellori o Giovan Pietro Bellori, fu uno dei biografi più importanti degli artisti del Barocco Italiano nel XVII secolo. Storico dell'arte, viene da molti considerato, assieme a Filippo Baldinucci, l'equivalente di epoca barocca di Giorgio Vasari.

## Biografia
Nacque a Roma nel 1613.
Era figlio adottivo dell'antiquario, collezionista e scrittore Francesco Angeloni, proprietario di una vera e propria casa-museo in cui il Bellori crebbe e conobbe l'arte grazie alla frequentazione di moltissime personalità illustri dell'epoca che vi venivano ospitate, come artisti del calibro del Domenichino, Nicolas Poussin, Andrea Sacchi, ed importanti eruditi e scrittori tra cui Vincenzo Giustiniani e Giovanni Battista Agucchi, che però vide soltanto quando aveva solo 10 anni, dato che l'Agucchi andò Nunzio a Venezia nel 1623 e non tornò più a Roma. 
Si iscrisse in tenera età all'Accademia Nazionale di San Luca, dove poi svolse anche incarichi di rilievo, ma ben presto comprese che la sua inclinazione era quella di scrivere di arte più che di praticarla in prima persona.
Nominato erede dall'Angeloni al momento della sua morte, ebbe così una tranquillità economica che gli permise di dedicarsi esclusivamente agli studi. Non si sposò né intraprese, come pure avrebbe potuto, la carriera ecclesiastica.

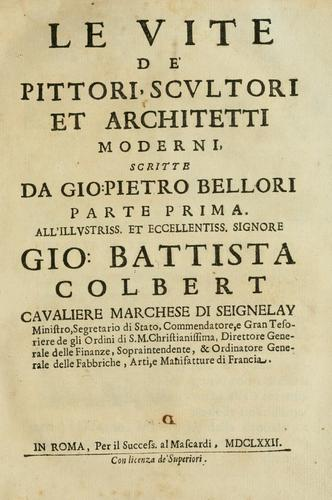
Frontespizio delle Vite de' pittori, scultori et architetti moderni (1672)

La terza domenica di maggio del 1664, Bellori lesse presso l'Accademia romana di San Luca la celeberrima prolusione L'idea del pittore, dello scultore e dell'architetto, vero e proprio manifesto teorico dell'estetica classicista. In essa (d'accordo coi postulati classicisti che nella letteratura artistica rinascimentale si trovavano sanciti, sotto l'egida ciceroniana, nei trattati di Leon Battista Alberti o nella lettera di Raffaello a Baldassarre Castiglione), antico e moderno, arte e natura venivano chiamati a cooperare equilibratamente in nome di quella selettiva idealizzazione che costituiva l'auspicato traguardo della creazione artistica.
Quella stessa conferenza divenne nel 1672 la prefazione della sua più importante pubblicazione che raccoglieva al suo interno le biografie di dodici dei più famosi artisti del Seicento: Le vite de' pittori, scultori et architetti moderni, pubblicate sotto gli auspici della neonata Accademia di Francia a Roma (Bellori fu anche in stretti rapporti epistolari con molti intellettuali francesi). Il punto di partenza della sua riscoperta della bellezza ideale è sicuramente riconducibile all'arte di Raffaello e alla filosofia di Platone. Le teorie del filosofo greco vengono metabolizzate dal Bellori e rielaborate sotto una nuova veste: se per i platonici l'arte non era altro che un'imitazione di quello che era il sublime mondo delle idee già insito all'interno della mente dell'artista esecutore dell'opera d'arte, per Bellori questo concetto si evolve ulteriormente mettendo in primo piano il ruolo fondamentale della Natura. 
Secondo il critico le idee non sono presenti a priori nella mente umana ma vengono ispirate grazie alla contemplazione della Natura. Cercando di recuperare l'equilibrio rinascimentale, Bellori teorizza un'Idea che «originata dalla natura supera l'origine e fassi originale dell'arte». Non è altro che il metodo seguito dal pittore greco Zeusi per conformare la bellezza di Elena, superando qualsiasi bellezza naturale: per dipingere una bella donna se ne devono vedere diverse, che sian tutte belle; ma, in assenza di belle donne, occorre saper vedere la bellezza in sé, saltando la fase dell'induzione e passando direttamente a quella astrattiva. Così Guido Reni – narra Bellori – dipingeva la bellezza non quale si offriva agli occhi, ma quale la vedeva nell'idea, poiché in natura le cose non possono mai essere perfette. Per Bellori, dunque, l'arte raffigura gli uomini non quali sono, ma quali dovrebbero essere, sicché mentre l'imitazione riproduce le cose empiriche, l'arte ci fa vedere con l'occhio intelligibile le cose che ancora non si vedono. In sintonia con questi principî, Bellori dà una precisa definizione della bellezza classica, asserendo che essa non è altro che «quella che fa le cose come sono nella loro propria e perfetta natura, la quale gli ottimi pittori si eleggono contemplando la forma di ciascuno»: tale bellezza è dunque «la perfetta cognizione della cosa cominciata sulla natura», cioè iniziata induttivamente e conclusa per via astrattiva. «Le idee belloriane attraversano gli scritti di Winckelmann, dai Gedanken (1755) alla Geschichte (1764), fino ai Monumenti Antichi inediti (1767).» John Dryden tradusse le parti più significative dell'Idea nel Parallel between Painting and Poetry, premesso alla traduzione da lui curata del poema latino De arte graphica di Charles Alphonse Du Fresnoy (1695). Attraverso Shaftesbury e Reynolds le idee di Bellori ebbero largo seguito nel mondo accademico inglese, e attraverso Winckelmann, si diffusero in tutte le accademie in Europa tra la fine del XVIII e l'inizio del XIX secolo.
Tra gli artisti suoi contemporanei, Bellori apprezzò particolarmente l'opera di Guido Reni, di Nicolas Poussin - di cui fu amico personale - di Andrea Sacchi, del suo pupillo Maratta e soprattutto di Annibale Carracci, artista preso come esempio del suo concetto di bellezza ideale, in contrapposizione all'arte di Caravaggio, accusato da lui di copiare meccanicamente la realtà senza il fondamentale utilizzo dell'intelletto. La bellezza secondo il critico si raggiungeva infatti contemplando sì la Natura, ma successivamente rielaborandola tramite le idee sviluppatesi dopo la contemplazione di quest'ultima.
Vasari e Leon Battista Alberti, furono tra gli scrittori più apprezzati dal Bellori; in effetti le Vite furono iniziate con l'intento di riallacciarsi al Vasari, la cui seconda edizione era del 1568, ripercorrendone la profondità storica e la visione d'insieme, in continuazione e sostituzione delle Vite di Giovanni Baglione (1640), che Bellori considerò una sorta di compilazione che non distingueva tra veri artisti e mediocri artigiani. Come Vasari egli riteneva il disegno l'elemento fondamentale di tutta l'arte che stava alla base sia della scultura che della pittura. Insieme al disegno era importante per il Bellori la prudenza dell'artista con la quale fare una serie di scelte e di prove prima di ottenere un risultato finale. Il traguardo della bellezza veniva quindi raggiunto attraverso una serie di tappe ponderate in cui l'artista ispirato dalla natura trovava il suo percorso che lo portava ad eseguire l'opera finale.

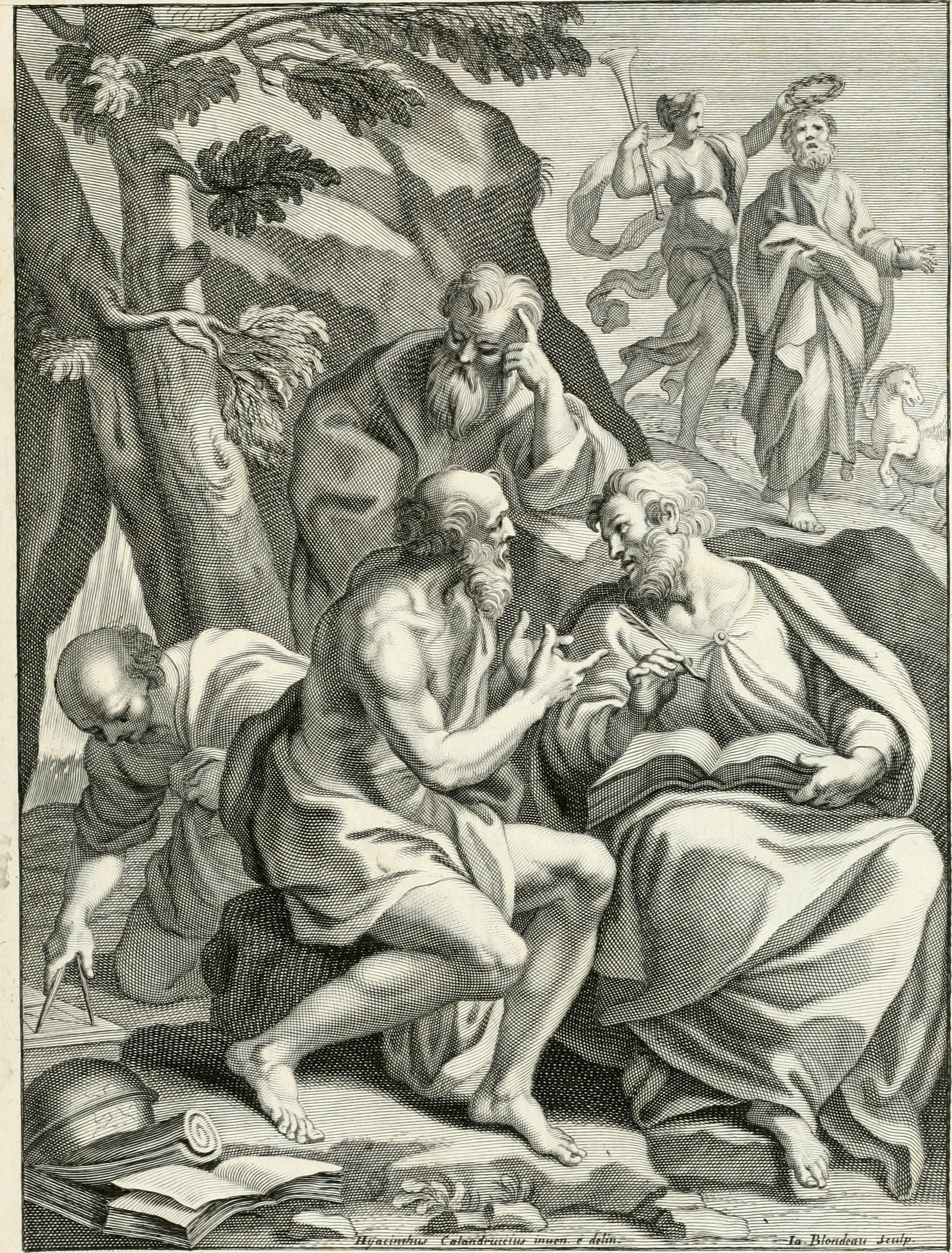
Veterum illustrium philosophorum, poetarum, rhetorum, et oratorum imagines - ex vetustis nummis, gemmis, hermis, marmoribus, alijsque antiquis monumentis desumptae (1685)

Bellori nella sua vita ebbe anche degli importanti incarichi, fu curatore ed antiquario delle collezioni di papa Clemente X. Nel 1671, divenne segretario dell'Accademia di San Luca ed infine bibliotecario ed antiquario della regina Cristina di Svezia. Nel campo archeologico è degna di nota la pubblicazione, che egli fece insieme con l'incisore romano Pietro Santi Bartoli, Admiranda romanarum antiquitatum ac veteris sculpturae vestigia (Roma 1693). Con la collaborazione di Bartoli, Bellori realizzò anche numerosi volumi di riproduzioni commentate di pitture e monumenti romani. Obiettivo finale dell'impresa, era quello di compilare e pubblicare un corpus completo di copie di tutti i dipinti romani conosciuti all'epoca: un progetto in sintonia con lo spirito del Museo Cartaceo di Cassiano dal Pozzo. Entrambi morirono prima che tutte le incisioni potessero essere pubblicate, ma il lavoro di Pietro fu continuato da suo figlio Francesco, mentre a Bellori successe come dotto commentatore il francese Michel-Ange de la Chausse. Il primo dei volumi pubblicati fu una descrizione della Tomba dei Nasoni, recentemente scoperta sulla Via Flaminia: Le pitture antiche del sepolcro de' Nasonii (1680 e più volte riedito). Seguì, dopo la morte di Bellori, la pubblicazione de Gli antichi sepolcri. . . (1697), realizzata pochi anni prima della morte di Bartoli (ristampe nel 1727 e nel 1768). Le illustrazioni della Tomba dei Nasoni furono ripubblicate, insieme a quelle di altre pitture antiche, da Francesco Bartoli e Michel-Ange de la Chausse, con il titolo Le pitture antiche delle grotte di Roma e del sepolcro de' Nasonij, 1706 (ne fu realizzata anche una traduzione latina, Picturae antiquae cryptarum Romanarum, più volte riedita). Nel Settecento le pubblicazioni antiquarie di Bellori e Bartoli furono sfruttate a piene mani soprattutto da Bernard de Montfaucon, e in seguito dallo stesso Winckelmann.
Bellori morì nel 1696 a Roma, rimpianto dagli intellettuali di tutta Europa, e fu sepolto nella chiesa di Sant'Isidoro.

## Opere

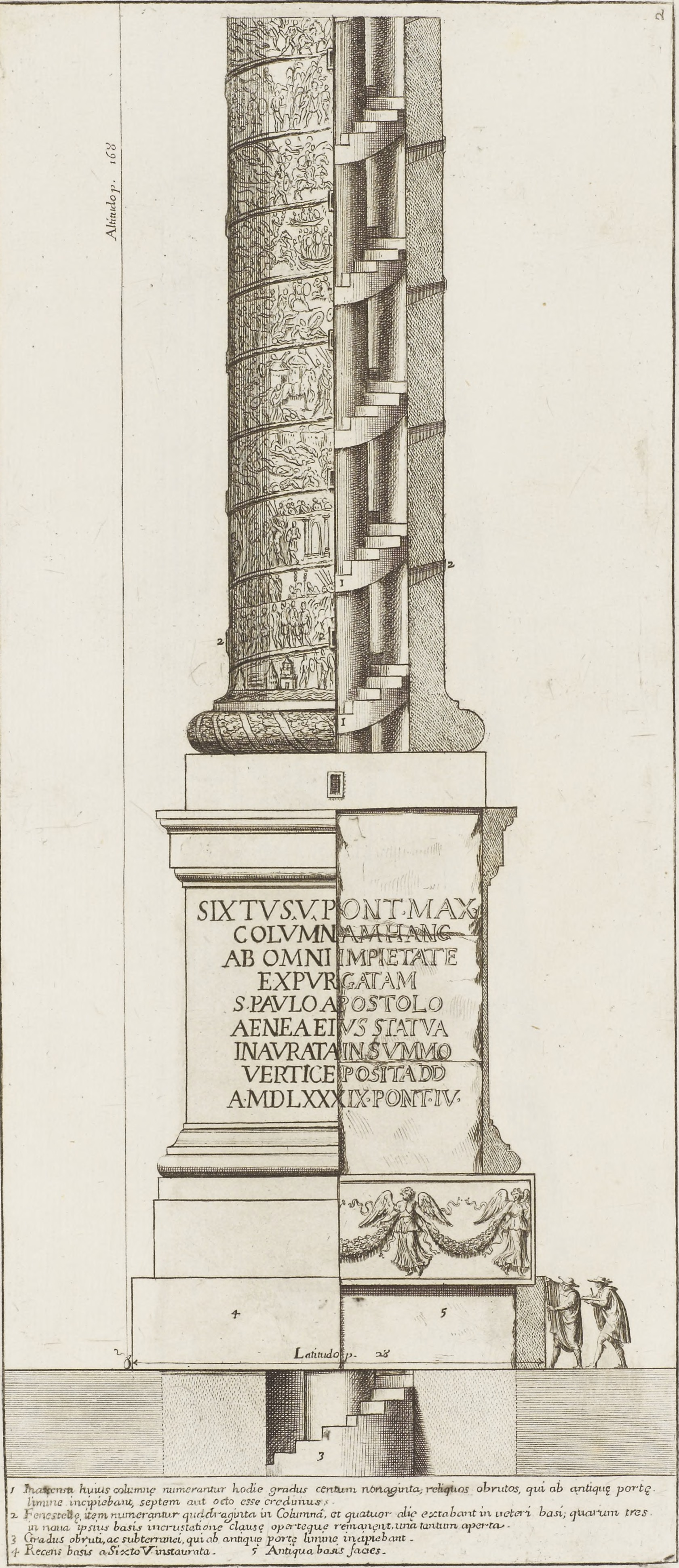
Columna Cochlis M. Aurelio Antonino Augusto dicata, Rome 1704.

- Giovanni Pietro Bellori, Icones et segmenta illustrium e marmore tabularum quae Romae adhuc extant a Francisco Perrier delineata..., Parisiis 1645.
- Giovanni Pietro Bellori, Il Bonino, ovvero avvertimenti al Tristano intorno agli errori nelle medaglie del primo tomo de' suoi Commentari historici, s.l. circa 1649 (difesa dell'Angeloni attaccato per la Historia Augusta)
- Giovanni Pietro Bellori, Notae in numismata tum Ephesia, tum aliarum urbium apibus insignita, Romae 1658 (rist. con Expositio symbolici deae Syriae simulacri, in Claude-François Menestrier, Symbolica Dianae Ephesiae statua, Romae 1660 e 1688, e in Jakob Gronovius, Thesaurus graecarum antiquitatum, VII, Venetiis 1735).
- Giovanni Pietro Bellori, L'Idea del pittore, dello scultore e dell'architetto scelta dalle bellezze naturali superiore alla Natura (1664), discorso di prefazione del libro successivo;
- Giovan Pietro Bellori, Le vite de' pittori, scultori et architetti moderni, Roma, Mascardi, 1672. URL consultato il 1º giugno 2019.
- Giovanni Pietro Bellori e Pietro Santi Bartoli, Colonna Traiana eretta dal senato, e popolo romano all'imperatore Traiano Augusto nel suo foro in Roma. Scolpita con l’historie della guerra dacica la prima e la seconda espeditione, e vittoria contro il re Decebalo. Nuovamente disegnata, et intagliata da Pietro Santi Bartoli. Con l’espositione latina d'Alfonso Ciaccone, compendiata nella vulgare lingua sotto ciascuna immagine, accresciuta di medaglie, inscrittioni, e trofei, da Gio. Pietro Bellori, Roma, Giovanni Giacomo De Rossi, 1667. URL consultato il 7 agosto 2019.
- (LA) Giovanni Pietro Bellori, Fragmenta vestigii veteris Romae ex lapidibus Farnesianis: Nunc primum in Iucem edita cum notis Io. Petri Bellorii, Roma, typis Iosephi Corvi, sumptibus Ioannis Iacobi de Rubeis, 1673. URL consultato il 24 ottobre 2019.
- (LA)  Giovanni Pietro Bellori e Pietro Santi Bartoli, Columna Antoniniana Marci Aurelii Antonini Augusti Rebus Gestis Insignis: Germanis Simul, Et Sarmatis, Gemino Bello Devictis Ex S. C. Romae In Antonini Foro, Ad Via[m] Flaminia[m], Erecta, Ac Utriusqve Belli Imaginibus Anaglyphice Insculpta Nunc Primum A Petro Sancti Bartolo, Iuxta Delineationes In Bibliotheca Barberina Asservatas, A Se Cum Antiquis Ipsius Columnae Signis Collatas, Aere Incisa Et In Lucem Edita, Cum Notis Excerptis Ex Declaralionibus Io. Petri Bellorii. Roma 1675.
  - II edizione: Columna Cochlis M. Aurelio Antonino Augusto dicata eius rebus gestis in germanica,: atque sarmatica expeditione insignis, ex s.c. Romae ad viam Flaminian erecta ac utriusque belli imaginibus anaglyphice insculpta, brevibus notis Io. Petri Bellorii illustrata et a Petro Sancte Bartolo iuxta delineationes in Bibliotheca Barberina asservatas, ac cum antiquis ipsius columnæ signis collatas ære incisa, iterum in lucem prodit sub faustissimis auspiciis Sanctiss. D. N. Papae Clementis XI. Roma 1704.
- Imagines veterum philosophorum (1685).
- Francesco Angeloni, La Historia Augusta Da Giulio Cesare infino a Costantino il Magno. Illustrata Con la verità delle Antiche Medaglie, a cura di Giovanni Pietro Bellori, 2ª ed., a spese di Felice Cesaretti libraro all'Insegna della Regina, 1685.
- (LA) Giovanni Pietro Bellori e Pietro Santi Bartoli, Veteres Arcus Augustorum triumphis insignes ex reliquiis quae Romae adhuc supersunt, cum imaginibus triumphalibus restituti, antiquis nummis notisque I. Petri Bellorii illustrati, Romae, Ad templum Sanctae Mariae de Pace, 1690. URL consultato il 1º luglio 2019.
- Giovanni Pietro Bellori e Pietro Santi Bartoli, Le antiche lucerne sepolcrali figurate raccolte dalle caue sotterranee, e grotte di Roma, nelle quali si contengono molte erudite memorie disegnate, ed intagliate nelle loro forme da Pietro Santi Bartoli divise in tre parti con l’osservationi di Gio. Pietro Bellori, Roma, nella stamperia di Gio. Francesco Buagni, 1691. URL consultato il 1º luglio 2019.
  - L'opera fu tradotta in latino da Alexander Duker e riedita in:  Jakob Gronov (a cura di), Thesaurus antiquitatum graecarum, XII, Leida, Petrus van der Aa, 1702.
- (LA) Giovanni Pietro Bellori e Pietro Santi Bartoli, Admiranda Romanarum antiquitatum ac veteris sculpturae vestigia : anaglyphico opere elaborata ex marmoreis exemplaribus quae Romae adhuc extant in Capitolio, aedibus hortisque virorum principum ad antiquam elegantiam a Petro Sancti Bartolo delineata, incisa. In quibus plurima ac praeclarissima ad Romanam historiam, veteres mores dignoscendos, ob oculos ponuntur. Notis Io. Petri Bellorii illustrata, Romae, sumptibus ac typis edita a Joanne Jacobo de Rubeis, 1693. URL consultato il 1º luglio 2019.
- Pietro Santi Bartoli, Giovanni Pietro Bellori, Gli antichi sepolcri overo mausolei romani... trovati in... Roma... Roma: Antonio de Rossi, 1699. Opera tradotta in latino da Alexander Duker e riedita in:  Jakob Gronov (a cura di), Thesaurus antiquitatum graecarum, XII, Leida, Petrus van der Aa, 1702.
- Michel-Ange de La Chausse, Pietro Sante Bartoli, Giovanni Pietro Bellori, Francesco Bartoli, Le Pitture antiche delle grotte di Roma e del sepolcro dei Nasoni, Roma, nella nuova Stamparia di Gaetano degli Zenobi, 1706. URL consultato il 1º luglio 2019.
  - Traduzione latina: (LA) Michel-Ange de La Chausse, Pietro Sante Bartoli, Giovanni Pietro Bellori, Francesco Bartoli, Picturae antiquae cryptarum romanarum et sepulcri Nasonum, Roma, ex typographia S. Michaelis ad Ripam, 1738. URL consultato il 20 novembre 2019.